# ノーマン郡 (ミネソタ州)
ノーマン郡 (Norman County) はアメリカ合衆国ミネソタ州に位置する郡である。2000年現在、人口は7,442人である。ここの郡庁所在地はAdaである。

## 地理
アメリカ合衆国統計局によると、この郡は総面積2,271 km2 (877 mi2) である。このうち2,270 km2 (876 mi2) が陸地で1 km2 (1 mi2) が水地域である。総面積の0.06%が水地域となっている。
主要な地理的特徴はこの郡の西部境界を形成する、北部のレッドリバー、及びこの川へ注いでいる東部境界から流れるワイルドライス川が含まれる。

### 隣接する郡
- ポーク郡  (北)
- マノウメン郡  (東)
- ベッカー郡  (南東)
- クレイ郡  (南)
- カス郡 (ノースダコタ州)  (南西)
- トレイル郡 (ノースダコタ州)  (西)

## 人口動勢
2000年現在の国勢調査で、この郡は人口7,442人、3,010世帯、及び2,007家族が暮らしている。人口密度は3/km2 (8/mi2) である。2/km2 (4/mi2) の平均的な密度に3,455軒の住宅が建っている。この都市の人種的な構成は白人95.30%、アフリカン・アメリカン0.11%、先住民1.73%、アジア0.31%、太平洋諸島系0.00%、その他の人種1.13%、及び混血1.42%である。ここの人口の3.05%はヒスパニックまたはラテン系である。
この郡内の住民は25.70%が18歳未満の未成年、18歳以上24歳以下が6.20%、25歳以上44歳以下が24.10%、45歳以上64歳以下が23.00%、及び65歳以上が20.90%にわたっている。中央値年齢は41歳である。女性100人ごとに対して男性は98.60人である。18歳以上の女性100人ごとに対して男性は96.80人である。
この郡内の世帯ごとの平均的な収入は32,535米ドルであり、家族ごとの平均的な収入は41,280米ドルである。男性は28,674米ドルに対して女性は20,619米ドルの平均的な収入がある。この郡の一人当たりの収入 (per capita income) は15,895米ドルである。人口の10.30%及び家族の7.10%は貧困線以下である。全人口のうち18歳未満の10.70%及び65歳以上の14.30%は貧困線以下の生活を送っている。

## 都市及び町

### 都市
- Ada
- Borup
- Gary
- ホルスタッド
- Hendrum
- Perley
- Shelly
- Twin Valley

### 郡区
- アンソニー郡区
- ベアーパーク郡区
- Flom Township
- Fossum Township
- Good Hope Township
- Green Meadow Township
- ホルスタッド郡区
- Hegne Township
- Hendrum Township
- Home Lake Township
- Lake Ida Township
- Lee Township
- ロックハート郡区
- Mary Township
- マクドナルズビル郡区
- Pleasant View Township
- ロックウェル郡区
- Shelly Township
- Spring Creek Township
- ストランド郡区
- Sundal Township
- Waukon Township
- ワイルドライス郡区
- ウィンチェスター郡区